# Lynn, Colorado
Lynn är en så kallad census-designated place i Las Animas County i Colorado. Vid 2010 års folkräkning hade Lynn 12 invånare.